# Miguel Luján

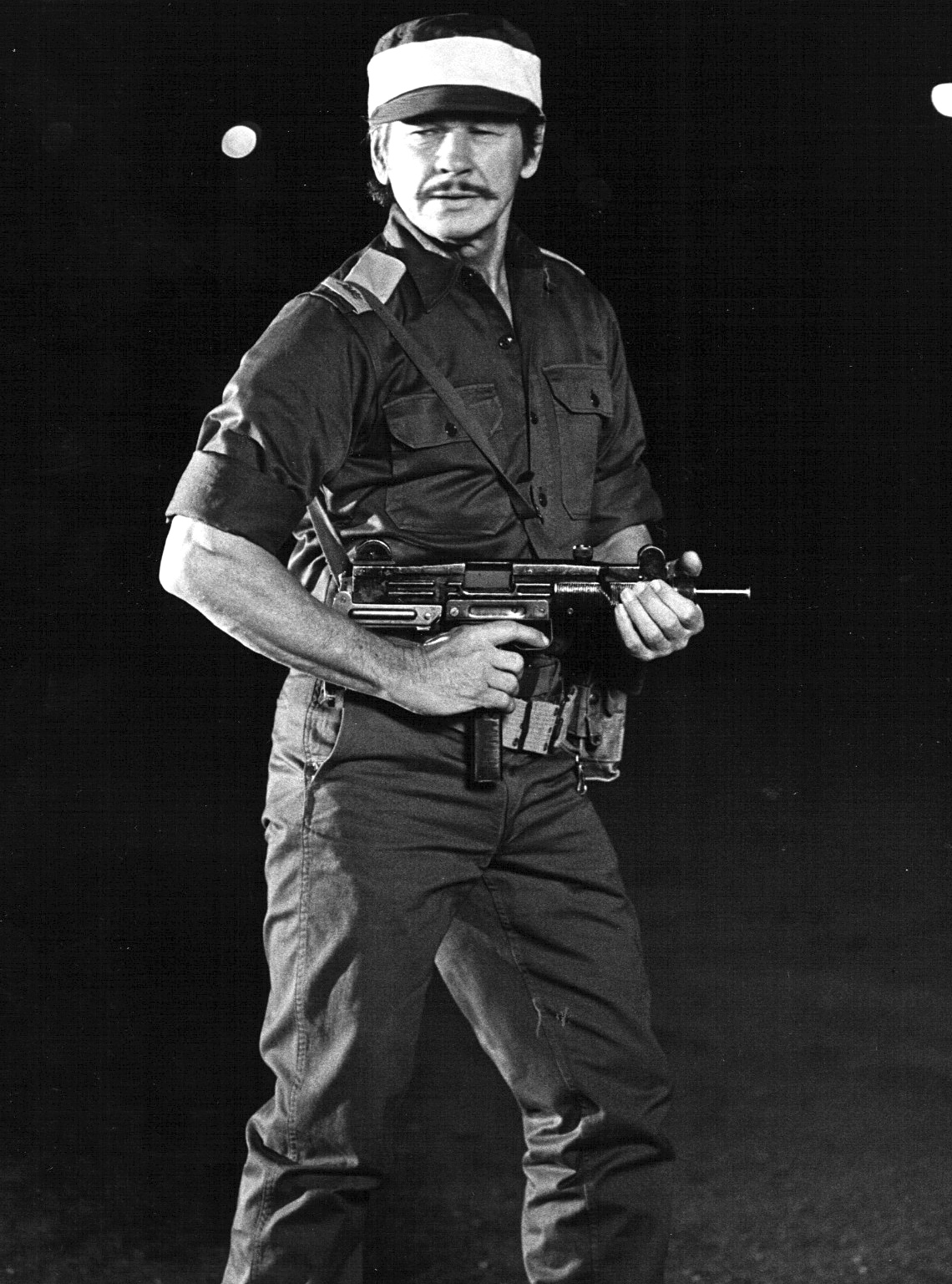
El actor Charles Bronson inspiró la estética de Miguel Lujan

Miguel Luján y Huergo es un personaje de historietas de la saga Los aventureros, publicada originalmente en el álbum El Tony de Editorial Columba. El personaje fue creado en 1975 por el escritor Robin Wood y el dibujante Enrique Villagrán en el estudio Nippur IV. Se trata de un pistolero mexicano prófugo de la justicia en su país de origen, que junto a sus amigos Star, Alexander Pawlosky y Mike Nolan  conforman un equipo de aventureros que recorren el mundo en busca de nuevos desafíos. Enrique Villagrán, se basó en el rostro del actor Charles Bronson a la hora de darle vida a Miguel Luján.

### Biografía Ficticia
Miguel Luján, suele referirse a él mismo bajo el diminutivo de "Miguelito" al momento de darse valor para alguna tarea de riesgo y también presentarse ante los demás con su nombre completo de Miguel Luján y Huergo. Es un pícaro y simpático pistolero, apostador y embustero que en su pueblo natal de México se vio implicado en un conflicto  de intereses con un capitán de una guarnición de militares que dirigían un poblado misionero en alguna zona desértica de México, los cuales se interesaban en un supuesto cofre con oro de un amigo de Miguel ya fallecido, apellidado Carranza y del cual ellos suponían que Miguel sabía la ubicación. Ante la negativa de Miguel de entregar el oro de Carranza, el capitán se dispone a fusilarlo contra un paredón, pero Migue hábilmente esquiva la primera ráfaga de disparos arrojándose al suelo y acepta colaborar entregándoles el oro. Así es conducido hasta una zona remota del desierto donde el capitán y sus hombres lo ponen a escavar donde se supone que está el botín. Pero apenas Miguel desentierra un cofre, saca de allí una especie de pistola Parabellum y acribilla al capitán y a un par de sus soldados, mientras que otro de ellos huye. A sabiendas de que él dará aviso a las autoridades, Miguel decide huir de México y aborda un barco como polizón en rumbo desconocido.
El barco se dirige con mercadería hacia París y finalmente Miguel, sin dinero y con hambre, se ve obligado a mendigar haciéndose pasar por ciego o tuerto en las calles parisinas. Allí conoce a otros dos hombres que al igual que él se encuentran viviendo en un país que no es el propio; el polaco Alexander Pawlosky y el inglés Mike Nolan. Miguel ayuda a este último a acabar con un grupo de gánsteres que habían emboscado el carruaje de un parlamentario parisino y su familia, recibiendo como recompensa una opípara cena y ropa nueva.
Al día siguiente los tres hombres son contratados para ejercer de guardaespaldas de un político que viajará en tren hacia Viena y a partir de allí, ese hecho será el comienzo de una larga e inquebrantable amistad entre los tres hombres, que los llevará con el tiempo a adquirir dos veleros con los cuales recorrerán el mundo en busca de aventuras.

## Trayectoria editorial
Miguel Luján es uno de los protagonistas originales y principales de la tira de Los aventureros, apareciendo en la totalidad de sus capítulos desde el piloto homónimo "Los aventureros" publicado en el álbum "El Tony" el 23 de diciembre de 1975 hasta su última entrega más de una década después, en el "Último episodio" el 15 de junio de 1989 en la misma revista. No obstante el dibujante Enrique Villagrán, quien firmaba bajo el pseudónimo de Gómez Sierra se encargó de ilustrar la totalidad de la tira, conjuntamente con sus asistentes dentro del estudio Nippur IV y con la participación de su hermano Carlos Villagrán en algunas oportunidades, que formaba parte del equipo, el escritor Robin Wood estuvo a cargo de los guiones hasta el capítulo # 76 pasando a ser reelevado en esa tarea a su propio pedido, por el guionista Armando Fernández que escribiría el resto de los episodios hasta el final de la saga. En la década de los 90s la tira sería republicada dentro del álbum Fantasía de la misma editorial.

## Miscelánea
Pese a ser Miguel Luján un pistolero, timador, y cazafortunas, posee lazos de amistad profundos para con sus amigos a los cuales ha rescatado en diversas oportunidades. Es un ferviente católico que continuamente evoca la protección de la virgen de Guadalupe y además posee pese a todo, un código personal de valores morales a la hora de proteger a los más débiles de posibles bravucones o mafiosos. 
Es el más jocoso de su grupo y a la vez el menos mujeriego de los tres hombres aunque a lo largo de la tira se le conocen algunas conquistas. Miguel es algo supersticioso y más allá de su fe cristiana, está abierto a la creencia de otras entidades sobrenaturales. Así es como en una oportunidad se pasa varios días desconcertado e investigando el misterio de lo que él estaba convencido de que era una sirena (nereida) que lo estaba visitando en el barco cada noche. O en el caso de cuando regresan a Hawái luego de haberse visto implicados en conflictos relacionados con la Primera Guerra Mundial, es Miguel Luján quien está convencido de haber visto al fantasma de su antigua compañera de aventuras abatida años atrás en una emboscada, Storm, deambulando entre la multitud en uno de los muelles.
Pese a que Alexander le ha tratado de refinar tanto en su forma de vestir como en el habla, Miguel mantiene muchos de sus hábitos de su época de pistolero.
A bordo de los barcos Afrodita y Storm, Miguel se desempeña principalmente como cocinero, tarea en la que luego sería reemplazado por su amiga Star, y alterna con Mike su tarea como timonel.
Miguel Luján comienza la tira luciendo su rosto completamente afeitado al igual que Charles Bronson en películas como el western espagueti  Érase una vez el Oeste, para luego a partir del capítulo # 8 comenzaría a llevar un bigote al igual que el actor luciría durante gran parte de su vida.
En una serie de tributos de dibujos animados, Miguel Luján fue doblado por el artista mexicano Hervey Torres Fonseca, cantante y líder de la agrupación Código Zero.